# Edward Grierson
Edward Grierson, född 9 mars 1914 i Bedford i Bedfordshire, död 24 maj 1975 i Northumberland, var en brittisk barrister och författare av kriminalromaner från Northumberland. 
Griersons debuterade med kriminalromanen Reputation for a Song, en klassisk inverterad detektivberättelse. Grierson skrev även fem romaner, sex ickefiktiva verk och två pjäser. Han använde sig även av pseudonymerna Brian Crowther och John P. Peterson.

### Utgivet på svenska
- Liljorna och bina 1954
- Den andre mannen 1957
- En fråga om skuld samt novellen Västerlänningen 1977

## Priser och utmärkelser
- The Crossed Red Herrings Award 1956 för The second man